# Zach Wells

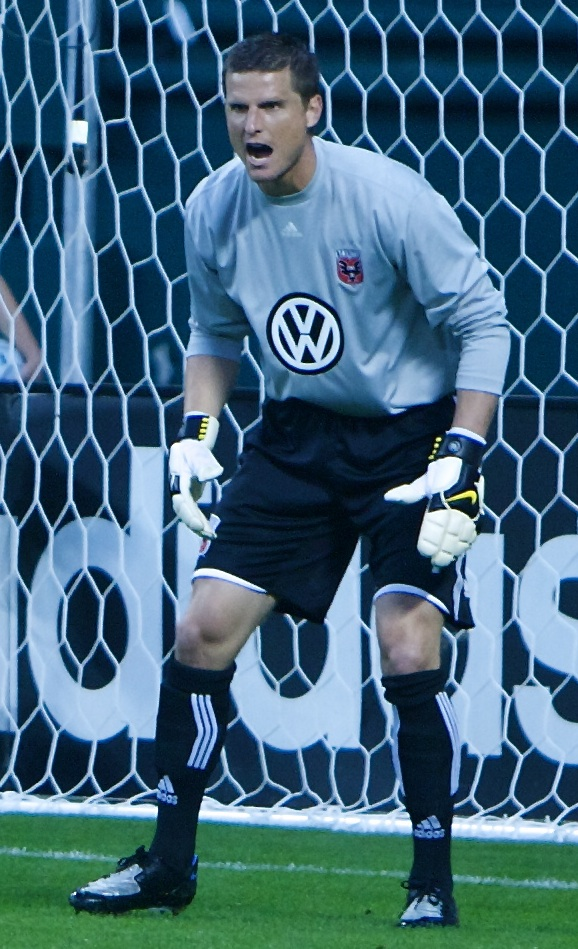
Zach Wells.

Zach Wells (nacido el 26 de febrero de 1981 en Costa Mesa, California) es un ex futbolista estadounidense que jugó como portero.

## Trayectoria
| Período   | Club                                   |
| --------- | -------------------------------------- |
| 1999-2003 | Universidad de California, Los Ángeles |

| Período   | Club           | Partidos (goles) |
| --------- | -------------- | ---------------- |
| 2004-2005 | MetroStars     | 19 (0)           |
| 2006-2007 | Houston Dynamo | 4 (0)            |
| 2008      | D.C. United    | 17 (0)           |

| Período | Selección      | Partidos (goles) |
| ------- | -------------- | ---------------- |
| 2006    | Estados Unidos | 1 (0)            |

- Datos: Q139394
- Multimedia: Zach Wells / Q139394